# Lotto Blues
Lotto Blues (로또블루스) est un tchungnyun manhwa de Byun Ki-hyun publié en Corée du Sud aux éditions GCK Book en 2005 et en français aux éditions Casterman, collection Hanguk, en 2006.
Il s'agit d'un recueil de 10 récits écrits entre octobre 2002 et mars 2005.

## Histoires
- Lotto Blues, mars 2005, 33 pages, couleur

Kim, un homme au chômage, gagne au loto. Couvert de dettes, il sait qu'aussitôt qu'il aura touché l'argent, ses créanciers lui demanderont de les rembourser. Il se confie à un curé, Hang Young-sik, qu'il a rencontré en faisant du bénévolat pour les SDF. Ce dernier a une relation avec une femme mariée de son église et est actuellement victime de chantage financier. Kim confie le billet au curé en échange d'une somme qui lui permettra de tenir un certain temps. Hang envisage alors de garder l'argent pour lui et de s'enfuir avec sa maîtresse.
- Il pleut sur la ligne 4, juillet 2003, 11 pages, couleur

À la sortie du métro, un jeune homme invite une jeune femme à partager son parapluie. Celle-ci court alors vers un policier qui prend en chasse le jeune homme, persuadé qu'il s'agit d'un pickpocket.
La même scène est répétée trois fois selon le point de vue de chacun des protagonistes.
- Amour dans la ville yogourt, avril 2004, 37 pages, couleur

Dans la ville Yogourt, un journaliste enquête sur une histoire d'amour entre un jeune homme et une
« Dame aux yogourts » qui arrive bientôt à la date de limite de circulation.
- Rodolphe, 7 pages, couleur

Rodolphe, un cerf qui possède un nez en or, est agressé par d'autres cerfs qui veulent le lui prendre. C'est alors que le Père Noël intervient.
- Food, octobre 2002, 34 pages, couleur

Dans un monde futuriste, des êtres humains sont créés à partir de cellules œufs de condamnés ou de cadavres pour servir de nourriture. Un boucher tombe amoureux de l'une d'entre eux.
- Cours spécial de cuisine, 3 pages, couleur

Une femme présente la recette de l'œuf sur le plat, mais lorsqu'elle casse l'œuf c'est un poussin qui en sort.
- Ladies and gentlemen, juin 2004, 11 pages, couleur

Deux jeunes amoureux voient leur amour mis à mal par la prise de poids de la jeune fille. Bien qu'il essaie de se convaincre que l'apparence n'a pas d'importance, le jeune homme tente de lui faire comprendre qu'elle doit maigrir.
- Ange gardien, 6 pages, couleur

Un homme rencontre son ange gardien.
- Plan de meurtre, 30 pages, juin 2004, couleur et noir et blanc

Dans le train, une jeune fille se remémore l'époque où, sans cesse brimée par sa mère, elle avait élaboré un plan pour la tuer.
- Électricité statique, 37 pages, mars 2003, noir et blanc

Mr Jung est un jeune professeur de dessin apprécié de ses élèves qui pense communiquer avec l'institut dans lequel il travaille. Il est peu apprécié par le directeur qui le prend pour une personne immorale. Un jour, lors d'un panne de courant Jung croit ressentir l'énergie du bâtiment. Ayant apprécié cette sensation, il souhaite la renouveler en coupant à nouveau le courant. Lorsque la lumière revient, une élève prétend avoir été touchée par un homme pendant la coupure. Le directeur accuse aussitôt Mr Jung.

## Commentaires
Chaque récit est précédé d'une liste des outils utilisés pour l'illustration.
Le récit Amour dans la ville yogourt a remporté le Prix du meilleur scénario au Festival international de la bande dessinée et de l'animation de Dong-a LG en 2004,.
Le récit Rodolphe s'inspire de la chanson de noël traditionnelle Rudolphe le renne au nez rouge écrite par Johnny Marks en 1949.
La postface de l'ouvrage est une critique de Kim Nak-ho, critique littéraire coréen éditeur du magazine web Dugo Boja (« C'est ce qu'on va voir ») et coauteur de La dynamique de la BD Coréenne,.